# Alessandra Bonora
Alessandra Bonora (* 7. September 2000 in Brescia) ist eine italienische Sprinterin, die sich auf die 400-Meter-Distanz spezialisiert hat.

## Sportliche Laufbahn
Erste internationale Erfahrungen sammelte Alessandra Bonora im Jahr 2019, als sie bei den U20-Europameisterschaften in Borås mit 55,71 s in der ersten Runde über 400 Meter ausschied und mit der italienischen 4-mal-400-Meter-Staffel mit 3:42,72 min den Finaleinzug verpasste. 2021 schied sie bei den U23-Europameisterschaften in Tallinn mit 54,14 s im Halbfinale über 400 Meter aus und belegte mit der Staffel in 3:33,52 min den sechsten Platz. Im Jahr darauf siegte sie in 53,00 s bei den U23-Mittelmeer-Meisterschaften in Pescara im Einzelbewerb sowie in 3:34,25 min auch mit der Staffel. 2023 belegte sie bei den Weltmeisterschaften in Budapest in 3:24,98 min den siebten Platz in der 4-mal-400-Meter-Staffel. Bei den World Athletics Relays 2024 auf den Bahamas kam sie in der 4-mal-400-Meter-Staffel zum Einsatz und im Jahr darauf schied sie bei den Halleneuropameisterschaften in Apeldoorn mit 52,40 s im Vorlauf über 400 Meter aus. Im Mai kam sie bei den World Athletics Relays in Guangzhou über 4-mal 400 Meter zum Einsatz und im Juli gewann sie bei den World University Games in Bochum in 52,41 s die Bronzemedaille über 400 Meter hinter der Tschechin Barbora Malíková und Veronika Drljačić aus Kroatien.
2023 wurde Bonora italienische Meisterin im 400-Meter-Lauf sowie in der 4-mal-400-Meter-Staffel. Zudem wurde sie 2022 Hallenmeisterin in der 4-mal-400-Meter-Staffel.

## Persönliche Bestleistungen
- 400 Meter: 51,97 s, 21. Juni 2025 in Genf
  - 400 Meter (Halle): 52,40 s, 7. März 2025 in Apeldoorn